# Zyklus
Zyklus – szósty album niemieckiego zespołu blackmetalowego Lunar Aurora, wydany w listopadzie 2004 roku za pośrednictwem wytwórni Cold Dimensions, z którą zespół pozostał aż do chwili obecnej. Album jest koncepcyjny, w pełni oddaje się tematyce pór dnia, które zapętlają się w cykl, stąd też i nazwa albumu (z niem. cykl – zyklus). W 2007 roku album doczekał się ponownego wydania na płycie CD, tym razem za pośrednictwem Mercenary Musik.

## Lista utworów
1. "Der Morgen" – 13:14
2. "Der Tag" – 7:10
3. "Der Abend" – 10:04
4. "Die Nacht" – 16:09

## Twórcy
- Aran - gitara elektryczna, perkusja, wokale
- Whyrhd - wokale, gitara elektryczna
- Sindar - gitara basowa, keyboard, wokale